# Barcelona a Prim
|  | Aquest article tracta sobre el monument a Prim a la ciutat de Barcelona. Vegeu-ne altres significats a «Monument a Prim (Reus)». |

Barcelona a Prim és un monument escultòric situat al Parc de la Ciutadella de Barcelona, al districte de Ciutat Vella. Va ser creat el 1887 amb un disseny arquitectònic de Josep Fontserè i Mestre, mentre que la part escultòrica va ser a càrrec de Lluís Puiggener. Destruïda l'obra original el 1936, va ser substituïda el 1948 per altra elaborada per Frederic Marès. El monument està dedicat al militar i polític català Joan Prim i Prats (Reus, 1814 – Madrid, 1870), President del Consell de Ministres d'Espanya i un dels artífexs de la Revolució de 1868. Aquesta obra està inscrita com a Bé Cultural d'Interès Local (BCIL) a l'Inventari del Patrimoni Cultural català amb el codi 08019/870.

## Història i descripció

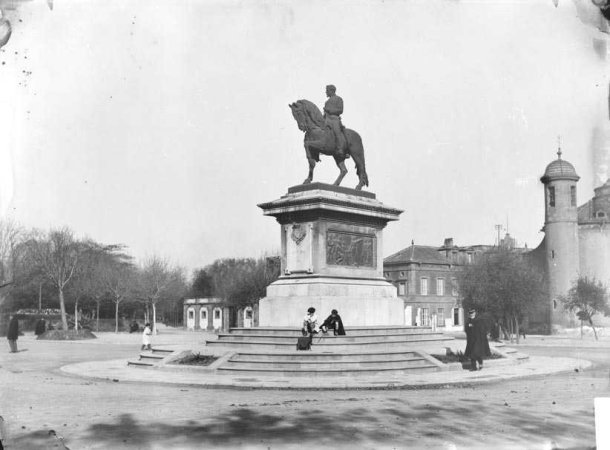
El monument l'any 1900, amb l'estàtua original de Puiggener

El projecte de fer un monument a l'heroi de la guerra d'Àfrica va sorgir el 1880, deu anys després de la seva mort. Es va organitzar un concurs que va guanyar Lluís Puiggener, mentre que Josep Fontserè, autor de la urbanització del Parc de la Ciutadella, es va encarregar del projecte arquitectònic; el pedestal fou obra de Josep Colomé. La primera pedra es va posar el 25 de setembre de 1882, i les obres van trigar cinc anys. El cost del monument es va sufragar amb els guanys d'una rifa feta amb la venda d'un solar al Passeig de Sant Joan, que va donar 124.919 pessetes. L'estàtua eqüestre del general, feta en bronze a la Foneria Comas i Cia., es va efectuar amb el metall d'uns morters del Castell de Montjuïc. L'obra va ser inaugurada el 26 de maig de 1887, amb l'assistència del fill del general. Durant l'Exposició Universal de Barcelona del 1888 l'estàtua estava situada davant del Palau de la Indústria, l'edifici principal de l'exposició; avui dia queda just a l'entrada del Zoo de Barcelona.
El 20 de desembre de 1936 l'estàtua fou destruïda per les Joventuts Llibertàries de Gràcia, adscrites a la FAI, que van aprofitar el bronze per fer municions per a la guerra. Uns anys després, el 1948, es va reconstruir el monument, a càrrec de Frederic Marès, qui es va fixar en un model antic i en va fer una còpia bastant semblant.

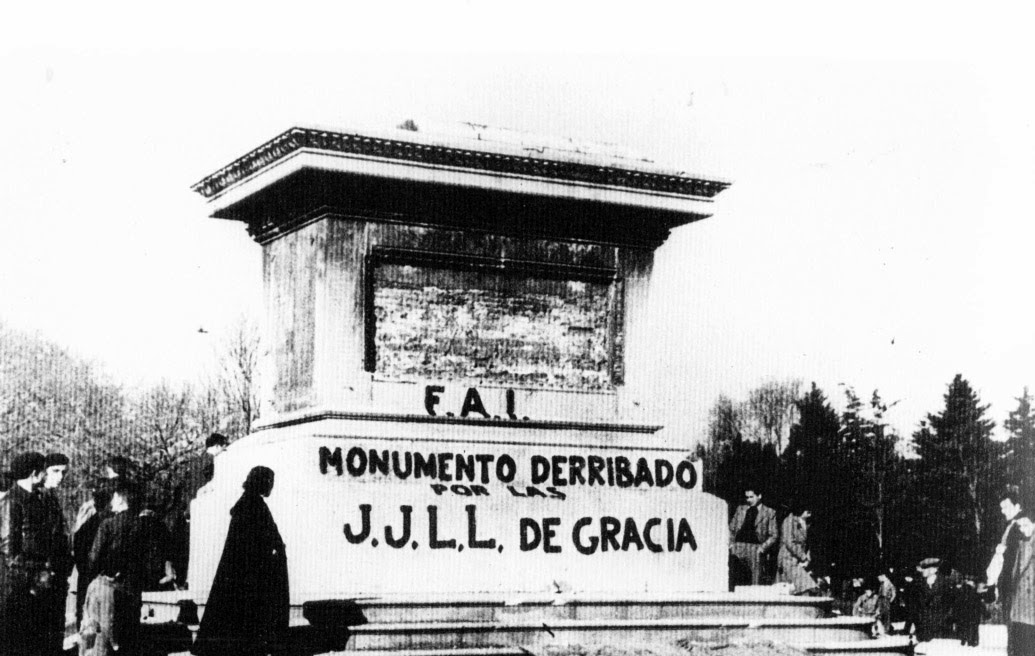
El monument amb l'estàtua enderrocada per les Joventuts Llibertàries de Gràcia (1936)

El monument segueix els cànons habituals de l'època pel que respecta a aquest tipus de representacions a cavall, i està probablement inspirat en l'estàtua eqüestre d'Enric IV que va fer François-Frédéric Lemot el 1817 per al Pont Neuf de París, la qual està influïda al seu temps pel monument a Cosme I de Mèdici de la Piazza della Signoria de Florència, obra de Giambologna del 1594. L'obra presenta un primer cos de forma paral·lelepipèdica, sobre el que s'aixeca el pedestal, que presenta uns relleus amb escenes de les gestes militars del personatge, la retirada de Mèxic i la batalla de Castillejos; aquesta solució és idèntica al monument de Felip IV realitzat per Pietro Tacca a la Plaça d'Orient de Madrid. Sobre el pedestal hi figura l'estàtua eqüestre de Prim, vestit amb uniforme militar amb la gorra a la mà, en gest de salutació, representat en una actitud serena que va ser criticada per quins li retreien que era massa freda. Malgrat tot, la figura del general és més rígida que no pas als relleus, tractats amb major dinamisme i fluïdesa, amb composicions més clares i equilibrades. Als relleus, els personatges estan tractats de forma clàssica, amb composicions geomètriques (triangles i rectangles), amb molta cura pels detalls i la individualització dels personatges.
Quant a la intervenció de Marès, malgrat que es va basar en un model en guix de Puigggener que es conservava al Museu d'Història de la Ciutat, va fer-hi algunes modificacions consistents bàsicament en un major treball dels volums i una simplificació dels detalls, especialment al rostre, més sintètic i de trets clars i definits, no tan naturalistes com els de l'obra original. Entre altres coses, va modificar la crinera del cavall, més arrissada que l'original, que estava pentinada i recollida; i va modificar alguns detalls de l'uniforme, que va fer més precisos.

## Galeria

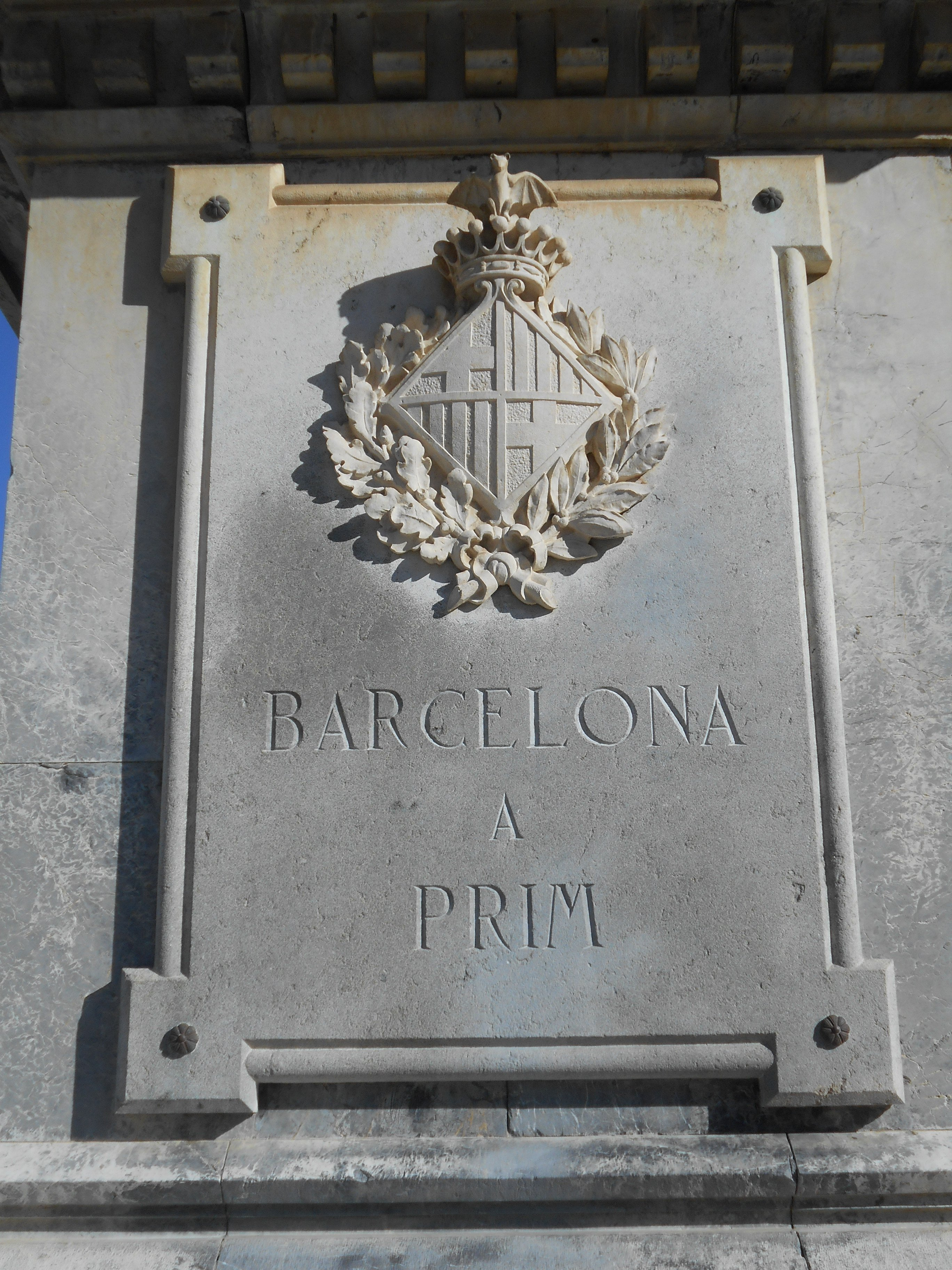
Dedicatòria
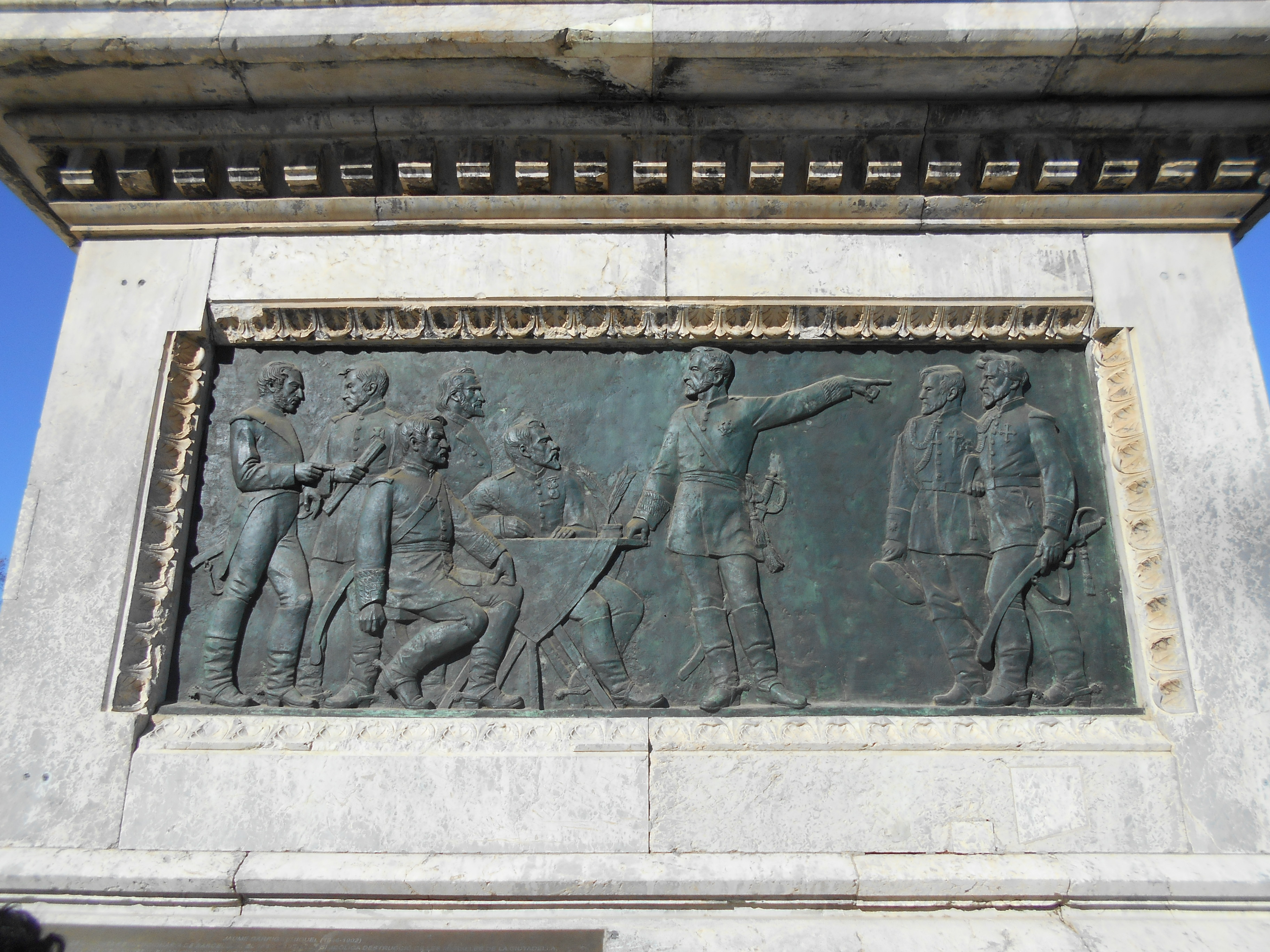
Retirada de Mèxic
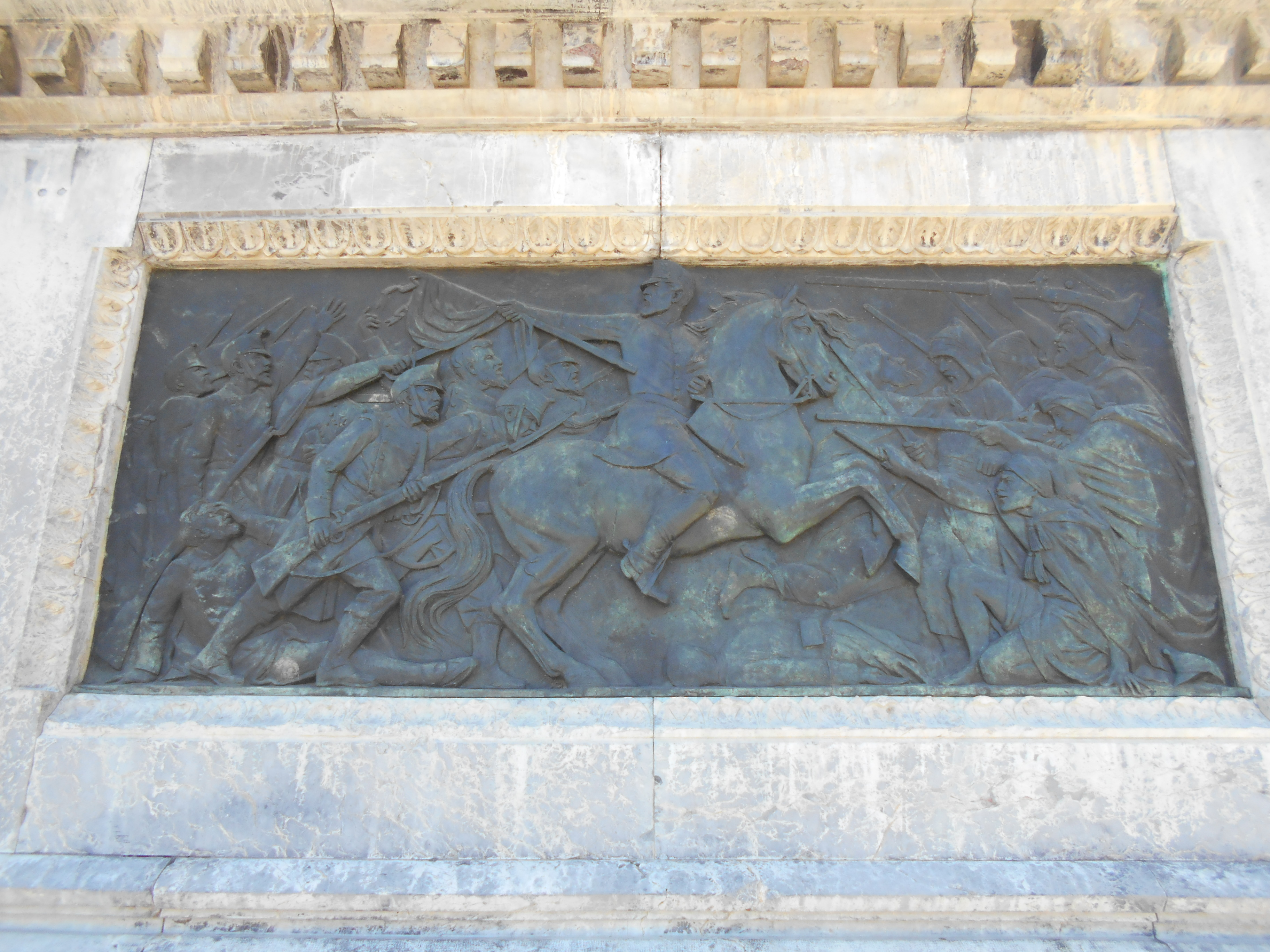
Batalla de Castillejos